# 48e division de réserve (Empire allemand)
La 48e division de réserve est une unité de l'armée allemande qui participe à la Première Guerre mondiale.

## Première Guerre mondiale

### Composition

#### Composition à la mobilisation - 1916
- 95e brigade d'infanterie de réserve

221e régiment d'infanterie de réserve
222e régiment d'infanterie de réserve
- 96e brigade d'infanterie de réserve

223e régiment d'infanterie de réserve
224e régiment d'infanterie de réserve
- 20e bataillon de jäger de réserve
- 48e détachement de cavalerie de réserve
- 48e régiment d'artillerie de campagne de réserve
- 48e compagnie de pionniers de réserve

#### 1917 - 1918
- 96e brigade d'infanterie de réserve

221e régiment d'infanterie de réserve
222e régiment d'infanterie de réserve
223e régiment d'infanterie de réserve
- 5e escadron du 1er régiment de dragons de la Garde
- Artillerie

48e régiment d'artillerie de campagne de réserve
1er bataillon du 23e régiment d'artillerie à pied (1re et 3e batteries) en 1918
- 348e bataillon de pionniers

### Historique

#### 1914
- Octobre : après avoir complété son instruction dans le secteur de Metz, la division est envoyée en Artois et à Lille. Avec la 47e division de réserve, elle forme le 24e corps de réserve sous les ordres du général Friedrich von Gerok.
- Novembre : les deux divisions sont transférées sur le front de l'Est. Tandis que la 47e division est envoyée en renfort de l'armée austro-hongroise dans le secteur de Cracovie, la 48e est affectée à la 9e armée au sud de Łódź.
- Fin novembre : bataille de Belchatow. La 48e division, aux côtés de la division Menges (88e division) et du corps de cavalerie Hauer, stabilise le front sur la rivière Widawa (de) et vers Zduńska Wola.

#### 1915
- À partir du 13 janvier : la 48e division est rattachée à l'Armée du Sud du général Alexander von Linsingen qui vient renforcer l'angle sud-est des armées austro-hongroises, entre la 3e armée et l'Armeegruppe Pflanzer-Baltin.
- De février à mai : participation à la bataille des Carpates et avance jusqu'au Tchyrak.
- À partir de mai : offensive de Gorlice-Tarnów et prise de Stanislau.
- Entre le 10 et le 22 juin : offensive et prise de Jydatchiv.
- Fin juin : avance jusqu'à la Hnyla Lypa.
- Milieu de juillet : le corps Gerok force le passage du Dniestr près de Jouravno. À la faveur de la grande retraite russe, la 48e division atteint la Zolota Lypa près de Pidhaïtsi.
- Fin août : la division avance jusqu'au Styr près de Ternopil.
- À partir de fin septembre : combats de position sur la Strypa entre la Vossouska (uk) et le Siret.

#### 1916
- Au cours de l'été, la division participe à la défense contre l'offensive Broussilov et livre de durs combats sur la Zolota Lypa et la Bystrytsia.
- D'octobre à décembre, la division est rattachée à la 3e armée austro-hongroise.

#### 1917
- De janvier à avril, rattachement de la division à la 3e armée austro-hongroise.
- D'avril à mai, rattachement à la 2e armée austro-hongroise.
- Mai : retour sur le front de l'Ouest, sur la rive ouest de la Meuse près de Verdun dans le nord-est de la France.
- À partir du 7 octobre, rattachement à l'Armeeabteilung A sur le saillant de Moyenvic toujours en Lorraine.
- Décembre : positionnement en Haute-Alsace jusqu'à mi-février 1918.

#### 1918
- Janvier à mi-février : positionnement en Haute-Alsace depuis décembre 1917.
- Mars : en réserve de l'armée en Flandre.
- Avril : en renfort dans la bataille d'Armentières dans le nord de la France.
- Août à novembre, combats défensifs face à une offensive dite de cent jours :
  - bataille de la Scarpe ;
  - repli sur la ligne Siegfried ;
  - début octobre, combats de défense entre Cambrai et Saint-Quentin toujours en nord de France ;
  - jusqu'au 11 novembre, positionnement dans le secteur de Valenciennes dans le Hainaut côté français.
- De mi-novembre à la fin de l'année : évacuation des territoires occupés.

#### 1919
- 9 février : dissolution de la division.

## Chefs de corps
| Grade           | Nom                            | Date                         |
| --------------- | ------------------------------ | ---------------------------- |
| Generalleutnant | Ferdinand von Hahn             | 25 août 1914 - 7 juin 1915   |
| Generalleutnant | Hermann von Oppeln-Bronikowski | 8 juin 1915 - 25 mai 1917    |
| Generalmajor    | Konrad von Hippel (de)         | 26 mai 1917 - 2 février 1919 |